# Паскветен
Паскветен (Пасквитан) (фр. Pascweten; ок. 800 — 877) — граф Ванна с 851, граф Нанта с 870, король Бретани (южной части) с 874. Согласно генеалогии, составленной в XI веке в монастыре Сен-Обин д’Анжер, его отца звали Ридоред.

## Биография
Зять короля Саломона, он однако в 874 году составил против короля заговор вместе с зятем покойного короля Эриспоэ Гурваном, граф Ренна, а также племянником Саломона Виго, сыном Ривелина, графа Корнуая. В итоге Саломон 28 июня был схвачен и убит. Королевство было разделено между Паскветеном, которому была подчинена южная часть Бретани, и Гурваном, правившим в северной Бретани. Однако уже через год между Паскветеном и Гурваном разгорелась война за обладание единоличной власти в королевстве.
Для того, чтобы справиться с соперником, Паскветен призвал на помощь норманнов. В 875 году он напал на Ренн, однако эта попытка, несмотря на численный перевес его армии, оказалась неудачной. В 876 году Паскветен, решив воспользоваться болезнью Гурвана, снова совершил нападение на Ренн, однако и в этот раз оно было отбито. Вскоре после этого он умер — вероятно, в начале 877 года. По слухам он был убит или отравлен своими союзниками норманнами. Ему наследовал брат, Ален, позже прозванный Великим.

## Брак
Жена: Простлон (ум. до 8 января 876), дочь Саломона, короля Бретани. О детях ничего не известно.